# Daichi (Beatboxer)
Daichi (japanisch だいち; * 2. Juli 1990 in Kurume, Präfektur Fukuoka) ist ein japanischer Webvideoproduzent, Beatboxer und Vocal Percussioner.

## Leben
Nachdem Daichi im Grundschulalter Beatboxing im Fernsehen gesehen hatte, begann er alleine zu üben. Im Alter von 18 Jahren veröffentlichte er sein erstes Video auf YouTube, welches mehr als 27 Millionen Mal angesehen wurde.
Seit 2011 studiert er an der Musikhochschule in der Präfektur Fukuoka.
2011 erhielt er die Teilnahme an Amateur Night von Live House und 2012 im Apollo Theatre in New York City. Im November 2012 nahm er am Super Top Dog teil, der über den jährlichen Grand Prix der Amateur Night entscheidet, wo er den 3. Platz gewann.
Im April 2017 erreichte sein YouTube-Kanal Daichi Beatboxer über eine Million Abonnenten.

## Fernsehwerbung
- Kao Healthya Water (2011)
- SONY Walkman
- Disney XD CM

## Diskografie
- Hamonep Champions CD (2010, Pony Canyon)